# IFK Ystad HK
IFK Ystad Handbollsklubb (IFK Ystad HK), från Ystad i Sverige, är kamratföreningen IFK Ystads handbollssektion, bildad tillsammans med moderföreningen 1927. 
Laget spelar sina hemmamatcher i Ystad Arena, med kapacitet för 2 500 åskådare. Publikrekordet är 2 370 åskådare. Huvudföreningen IFK Ystad är mest känd för sina framgångar i handboll för herrar. På juniorsidan har IFK Ystad ett JSM-guld på pojksidan, vilket bärgades 2011.
Det finns en lokal rivalitet med Ystad IF, där derbyna lockar stor publik. Historiskt är Ystad-Kamraterna (IFK) arbetarklassens lag, medan Di Vide (YIF) har varit militärens. 

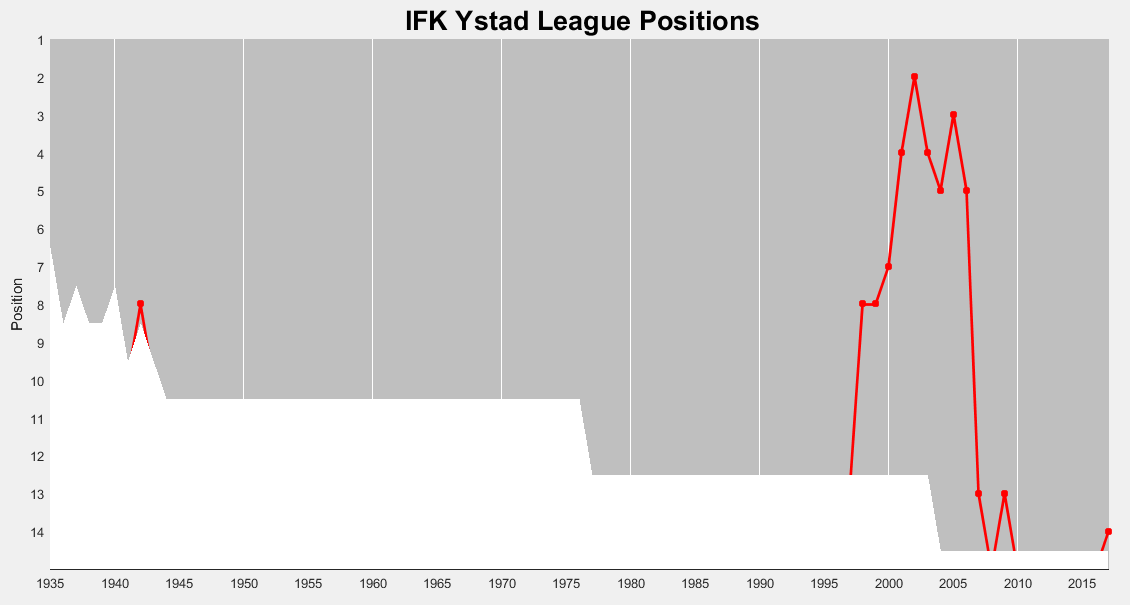
IFK Ystads placeringar i högsta serien genom åren

## Meriter
- SM-kvartsfinal 2000/2001, 2002/2003, 2004/2005
- SM-semifinal 2003/2004

## Spelartrupp
| Nr | Land    | Pos | Namn             |
| -- | ------- | --- | ---------------- |
| 16 | Sverige | MV  | Ville Kleman     |
| 12 | Sverige | MV  | Måns Landgren    |
| 3  | Sverige | M6  | Edvin Olsson     |
| 19 | Sverige | H6  | Teo Brink        |
| 5  | Sverige | V6  | Svante Strömberg |
| 72 | Sverige | M9  | Melvin Petersen  |
| 38 | Sverige | H6  | Lukas Larsson    |
| 9  | Sverige | M9  | Edvin Persson    |

| Nr | Land    | Pos | Namn               |
| -- | ------- | --- | ------------------ |
| 10 | Sverige | V6  | Jacob Hellström    |
| 15 | Sverige | V9  | Vilhelm Ernst      |
| 73 | Sverige | M6  | Melker Andersson   |
| 77 | Sverige | H9  | Jonathan Andersson |
| 22 | Danmark | M9  | Henrik Knudsen     |
| 26 | Sverige | M6  | Axel Eriksson      |
| 99 | Sverige | M9  | Truls Landgren     |

## Spelare i urval
- Marcus Ahlm
- Carl-Johan Andersson
- Robert "Knirr" Andersson
- Dan Beutler
- Sergo Datukasjvili
- Dalibor Doder
- Niclas Ekberg
- Krzysztof Fatalski
- Jim Gottfridsson
- Payam Hatami
- Henrik Larsson
- Kaupo Palmar
- Anders Persson
- Fredrik Petersen
- Konrad Rasmussen
- Stian Tønnesen
- Urban Wangel